# Giulio Cappelli
Giulio Cappelli (La Spezia, 4 marzo 1911 – Massa, 16 dicembre 1995) è stato un allenatore di calcio e calciatore italiano.

## Carriera

### Giocatore
In carriera da calciatore vanta un gol con la maglia dell'Italia ai Giochi olimpici del 1936 (nell'incontro vinto 8-0 col Giappone).
In totale ha giocato 2 partite in Nazionale, entrambe da capitano, segnando un gol.

### Allenatore
Ha affiancato David John Astley e Mariano Tansini alla guida dell'Inter in qualità di direttore tecnico rispettivamente nel 1948-1949 e nel 1949-1950. Nel 1959-1960 affiancò il coach nerazzurro Camillo Achilli nelle ultime otto giornate di campionato in qualità di "consulente tecnico". Fu anche direttore tecnico di Catania, allenatore del Torino, Cesena e Alessandria, e direttore sportivo del Lecco

## Statistiche

### Cronologia presenze e reti in nazionale
| Cronologia completa delle presenze e delle reti in nazionale ― Italia | Cronologia completa delle presenze e delle reti in nazionale ― Italia | Cronologia completa delle presenze e delle reti in nazionale ― Italia | Cronologia completa delle presenze e delle reti in nazionale ― Italia | Cronologia completa delle presenze e delle reti in nazionale ― Italia | Cronologia completa delle presenze e delle reti in nazionale ― Italia | Cronologia completa delle presenze e delle reti in nazionale ― Italia | Cronologia completa delle presenze e delle reti in nazionale ― Italia |
| Data                                                                  | Città                                                                 | In casa                                                               | Risultato                                                             | Ospiti                                                                | Competizione                                                          | Reti                                                                  | Note                                                                  |
| --------------------------------------------------------------------- | --------------------------------------------------------------------- | --------------------------------------------------------------------- | --------------------------------------------------------------------- | --------------------------------------------------------------------- | --------------------------------------------------------------------- | --------------------------------------------------------------------- | --------------------------------------------------------------------- |
| 3-8-1936                                                              | Berlino                                                               | Italia                                                                | 1 – 0                                                                 | Stati Uniti                                                           | Olimpiadi 1936 - Ottavi di finale                                     | -                                                                     | Cap.                                                                  |
| 7-8-1936                                                              | Berlino                                                               | Italia                                                                | 8 – 0                                                                 | Giappone                                                              | Olimpiadi 1936 - Quarti di finale                                     | 1                                                                     | Cap.                                                                  |
| Totale                                                                |                                                                       | Presenze                                                              | 2                                                                     |                                                                       | Reti                                                                  | 1                                                                     |                                                                       |

## Palmarès

### Giocatore

#### Club
- Serie B: 1

Liguria: 1940-1941

#### Nazionale
- Oro olimpico: 1

Berlino 1936